# SN 2005aj
SN 2005aj – supernowa typu Ic odkryta 18 lutego 2005 roku w galaktyce UGC 2411. W momencie odkrycia miała maksymalną jasność 18,00m.